# Roger José Carrillo
Roger José Carrillo Campo es un economista, profesor y político colombiano. Miembro del Partido Conservador y Concejal de Bogotá por los periodos 2012-2015, 2016-2019. 

## Estudios
Se graduó en 1990 de la Universidad Autónoma de Colombia con el título de economista. Posteriormente, hace una especialización en Gerencia Financiera Sistematizada de la Universidad Libre de Colombia. Con posgrado en Alta Gerencia en Economía Pública de la Escuela Superior de Administración Pública y Altos Estudios internacionales de la Sociedad de Estudios Internacionales. Finalmente se gradúa de la Fundación Internacional Iberoamericana de Administración y Políticas Públicas con Magíster en Estudios Políticos Aplicados. Posee una amplia experiencia en Administración Pública, con énfasis en Hacienda Pública.

## Carrera política
Roger Carrillo comienza su carrera política en 1996 como Jefe de Deporte Comunitario en el Instituto de Recreación y Deportes. Se ha desempeñado en diversos cargos públicos, se destaca su buen desempeño y administración en el Instituto de Seguros Sociales. Fue Concejal de Bogotá y candidato más votado del Partido Conservador, miembro de la Comisión del Plan de Ordenamiento Territorial.[cita requerida]
| Cargo                                                           | Año         | Institución                                    |
| --------------------------------------------------------------- | ----------- | ---------------------------------------------- |
| Jefe de Deporte Comunitario                                     | 1996        | Instituto de Recreación y Deportes             |
| Asesor Económico                                                | 1996 - 1997 | Fondo Nacional de Caminos Vecinales            |
| Profesional Universitario - Auditor Ante el Sector Agropecuario | 1998 - 1999 | Contraloría General de la República            |
| Jefe de Planeación                                              | 1999 - 2000 | Centro de Educación en Administración de Salud |
| Asesor de Dirección Nacional                                    | 2002        | Instituto Nacional de Adecuación de Tierras    |
| Asesor en Planeación                                            | 2003 - 2004 | Senado de la República de Colombia             |
| Gerente Nacional de Gestión Financiera                          | 2005 - 2007 | Instituto de Seguros Sociales                  |
| Vicepresidente Financiero                                       | 2005 - 2006 | Instituto de Seguros Sociales                  |
| Director Nacional de Auditoría Interna                          | 2006 - 2008 | Instituto de Seguros Sociales                  |
| Concejal de Bogotá                                              | 2012 - 2015 | Concejo de Bogotá                              |
| Concejal de Bogotá                                              | 2016        | Concejo de Bogotá                              |

### Iniciativas
- Autor del Acuerdo 609 que crea La Red Distrital de Cultura Ciudadana y Democrática como política pública permanente.[1]
- Autor del Acuerdo 665 con el cual se otorgaron beneficios en reducción de intereses y sanciones hasta por el 60 % a los contribuyentes morosos que se pusieran al día con deudas contraídas hasta el 2014.[2]
- Logró que se incluyera en la aprobación del Plan de Desarrollo, el aumento del valor de la estampilla de contratación con el distrito, para que 1 billón de pesos sean destinados a programas en busca de una mejor calidad de vida de las personas mayores.
- Incentivó la creación de la Secretaría de Turismo como un ente robusto con capacidad de promover a Bogotá como un destino turístico.
- Presentó ponencia negativa al Proyecto de Valorización debido entre otras cosas a la afectación que recibirían los estratos 3 y 4 con este cobro.[2]
- Ha adelantado debates acerca del control político sobre la situación de abandono en la que se encuentra el adulto mayor.
- Tramitó el Proyecto de Acuerdo que Crearía el Instituto Distrital para la vejez y el envejecimiento.

### Temas de Interés
Seguridad, Medio Ambiente, Movilidad, Sistema Integrado de Transporte y Adicción a las Drogas.